# Bandera de Natàlia
La bandera de la República boer de Natàlia fou adoptada el 1839, amb els colors de la bandera holandesa, la qual havien utilitzat fins aleshores, però la disposició modificada formant dos triangles rectangles amb base al pal i vèrtex al vol (vermell a dalt i blau a la part inferior) deixant un triangle rectangle blanc al centre amb base al vol. Una imatge contemporània es troba als arxius del Flag Research Center a Massachusetts.